# داویت پوغوسیان (بازیگر)
داویت میکائیلی پوغوسیان (ارمنی: Դավիթ Միքայելի Պողոսյան؛  زادهٔ ۹ سپتامبر ۱۹۱۱ - درگذشته ۸ سپتامبر ۲۰۰۴) بازیگر و خواننده اپرا اهل ارمنستان بود.

## زندگی‌نامه
وی در ۹ سپتامبر ۱۹۱۱ در تفلیس به دنیا آمد . وی همچنین برنده جوایزی همچون هنرمند مردمی ارمنستان شوروی شد. وی در ۸ سپتامبر ۲۰۰۴ در سن ۹۲ سالگی در ایروان درگذشت.

## گزیده فیلمشناسی
از فیلم‌ها یا برنامه‌های تلویزیونی که وی در آن نقش داشته‌است می‌توان به سایات‌نووا، دختر دشت آرارات، داویت بک اشاره کرد.